# Manuel Cortés Quero
Manuel Cortés Quero (1906 - 1991), conocido como «El topo de Mijas», fue el último alcalde republicano del Ayuntamiento de Mijas (Málaga) entre el 3 de marzo de 1936 y el 23 de noviembre de ese mismo año.

## Biografía
Con el estallido de la Guerra civil española, huyó del municipio, al que regresa de incógnito la noche del  17 de noviembre de 1939, iniciando un largo confinamiento en su propio domicilio que duraría 30 años.
Cuando el 28 de marzo de 1969 escuchó en su aparato de radio la noticia de que el Gobierno había decretado la prescripción de los delitos cometidos hasta el 1 de abril de 1939, tomó la decisión de abandonar su encierro. El entonces alcalde de Mijas, Miguel González Berral, le acompañó a la Comandancia de la Guardia Civil de Málaga, donde escuchó del teniente coronel al mando lo que tantos años esperó oír: «Es usted libre».
Fue fundador del PSOE local, y lo presidió hasta su fallecimiento en 1991.

## Homenajes
Su peripecia fue recogida en las obras de Manu Leguineche y Jesús Torbado ("Los topos", 1977) y Ronald Fraser  ("Escondido", "In hiding: the life of Manuel Cortés", 1972).
En la Casa Museo de Mijas se puede visitar una recreación de la que fue su casa y escondite durante 30 años.
En 2012 se estrena el documental de animación, 30 años de oscuridad de Manuel H. Martín, en el que se cuenta la historia de los topos, entre ellos Manuel Cortés.
En 2015, el PSOE de Mijas inauguró una sede en su honor, 'La Casa del Pueblo de Mijas Pueblo: Manuel Cortés, el topo de Mijas', que se encuentra en la céntrica calle Carril del entorno del pueblo. A la inauguración, realizada el 7 de marzo, acudieron cientos de vecinos para recordar su figura junto a su nieta, María Peña.
Su vida sirvió de inspiración a los directores de la película La trinchera infinita de 2019.